# 牧田川
牧田川（まきたがわ、まきだがわ）は、木曽川水系の一級河川。岐阜県大垣市・養老郡養老町・安八郡輪之内町を流れる。揖斐川を経て伊勢湾に至る木曽川の2次支川。

## 地理

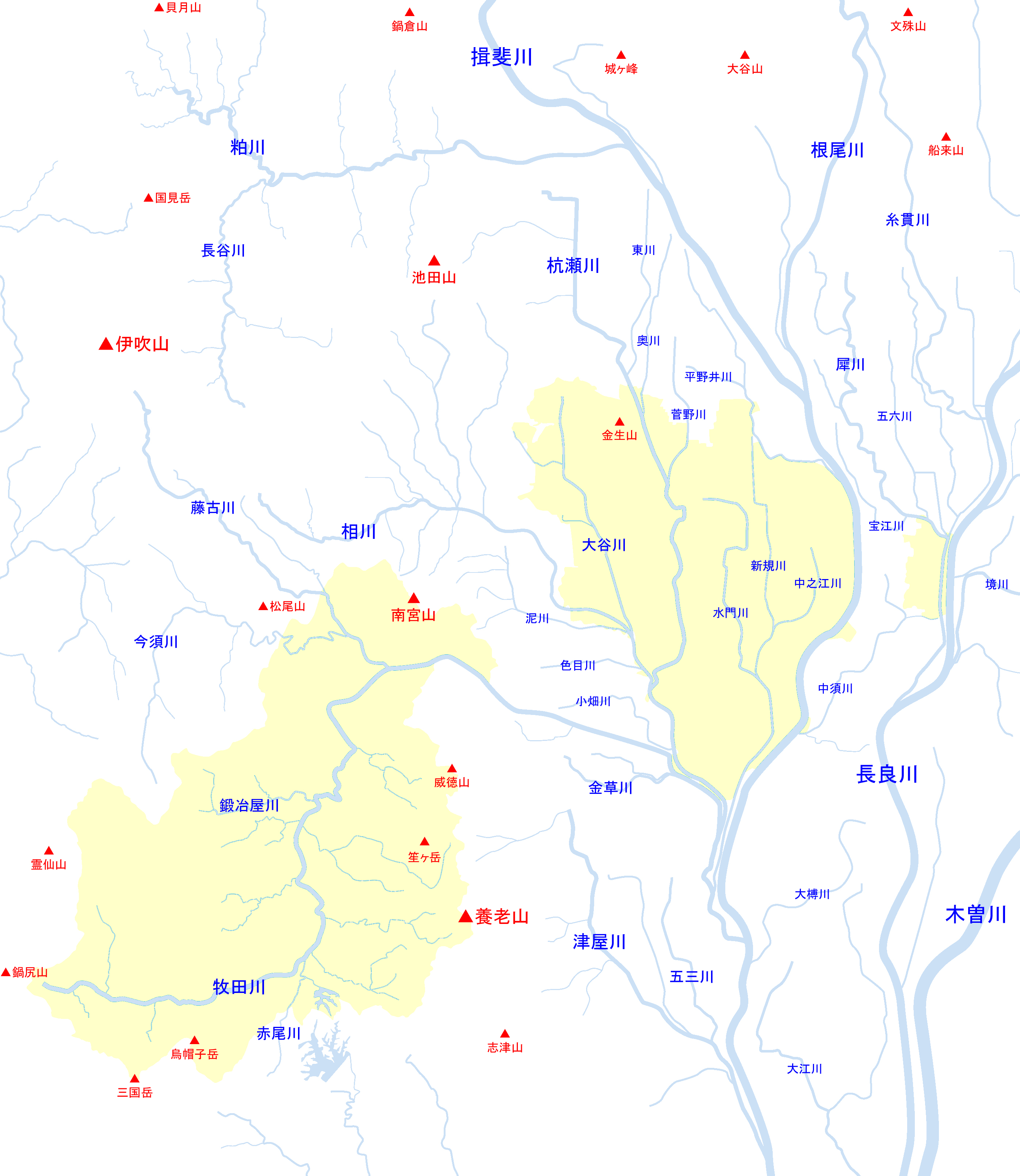
大垣市周辺河川の位置関係図

上石津町時山の鈴鹿山脈霊仙山付近を水源とし、鈴鹿山脈と養老山脈の間の地溝帯を北へと流れる。上石津町牧田付近で藤古川と合流するが、合流点までは区間には多良峡などがあり川幅が狭く急流となっている。藤古川と合流した後は流れを東に変え、養老山地と南宮山の間を頂点とした大きな扇状地を形成し、養老郡養老町へと入って引き続き東に流れる。
養老町烏江付近で金草川と合流・杭瀬川と並行し、安八郡輪之内町塩喰付近から水門川とも並行して南へと流れを変え、杭瀬川と合流した後に水門川とも合流して揖斐川へと合流する。

## 画像集

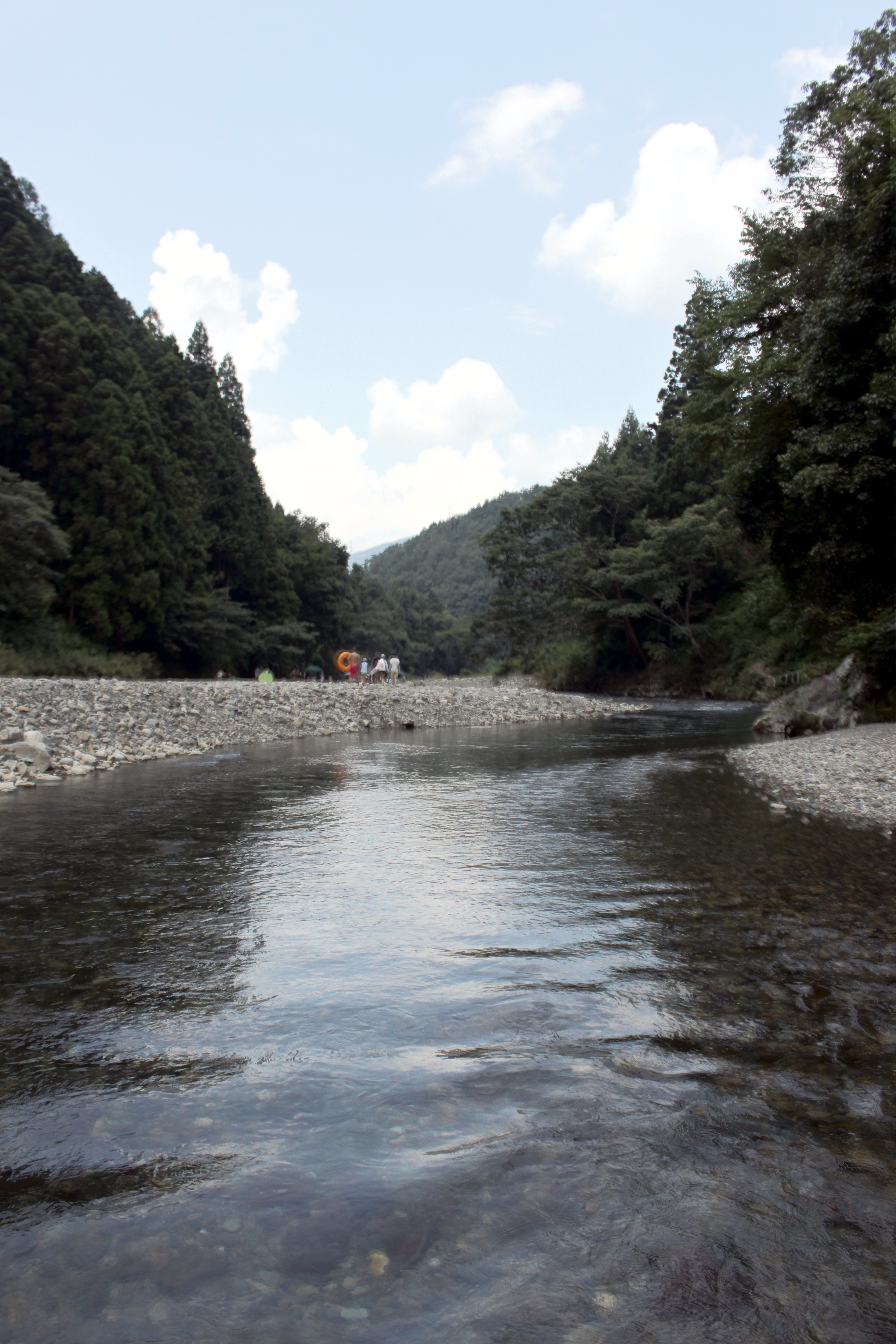
牧田川上流の多良峡 （大垣市上石津町下多良付近）
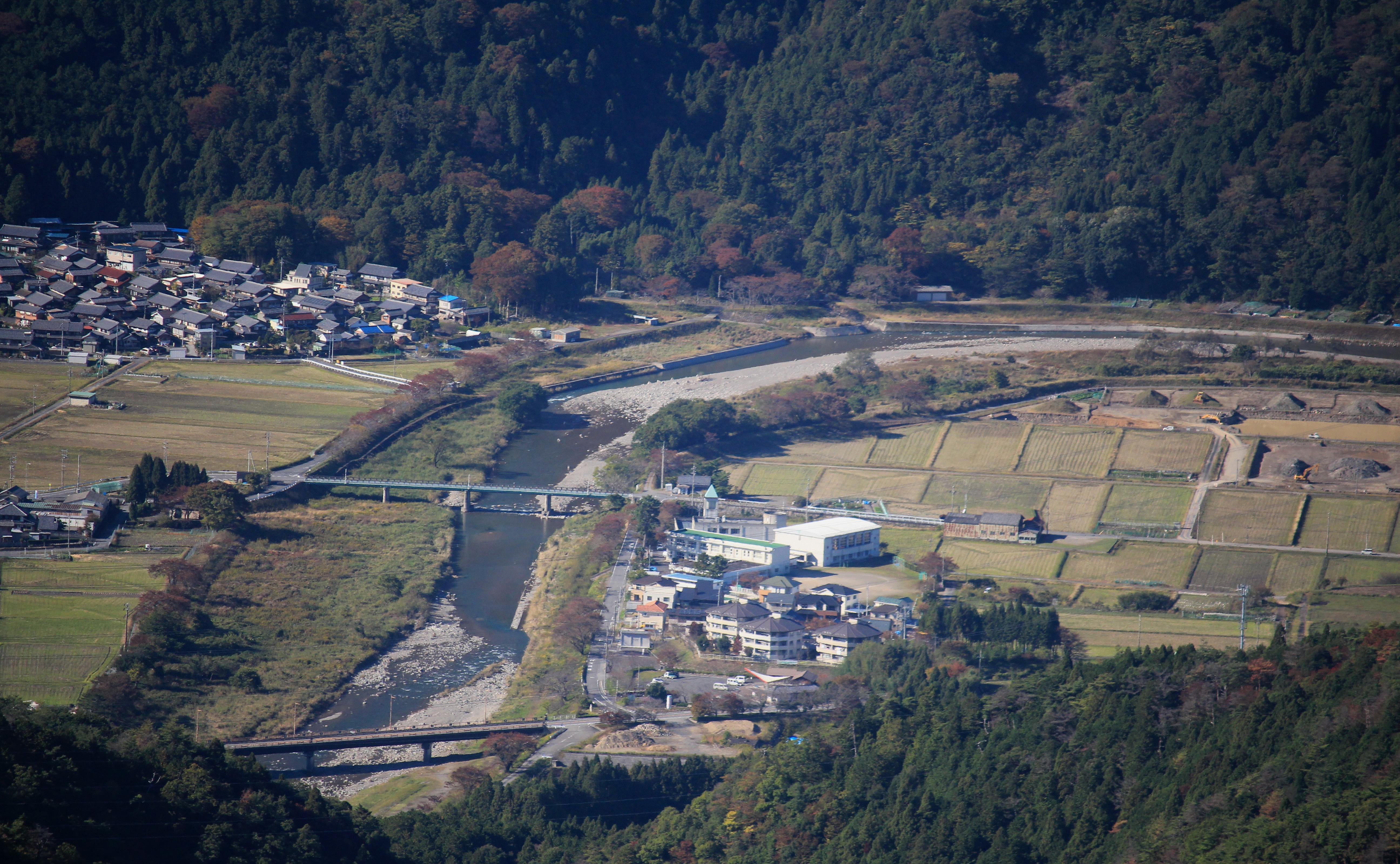
一之瀬大橋と牧田川 （大垣市上石津町一之瀬付近）
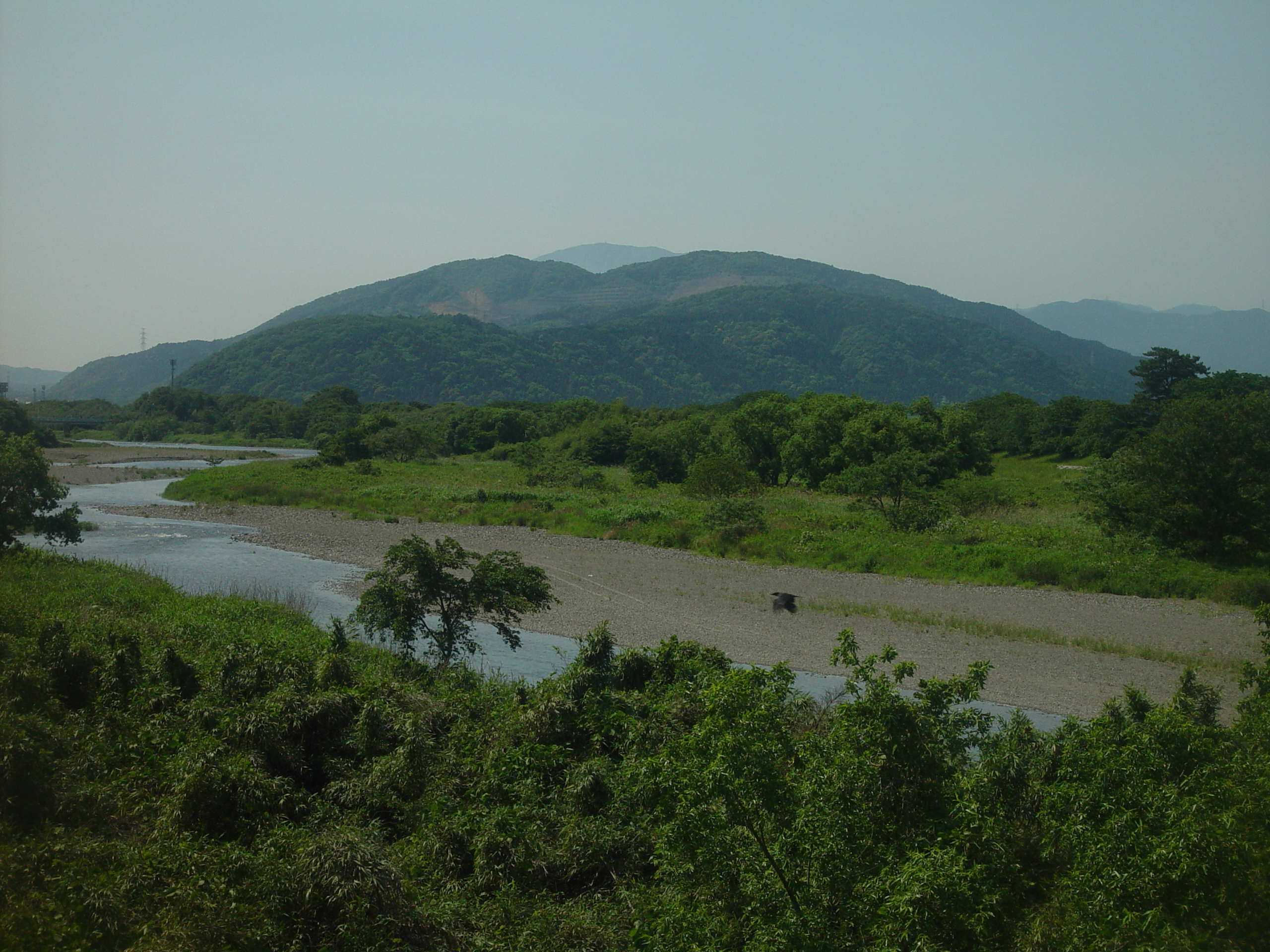
南宮山と牧田川 （大垣市上石津町牧田付近）
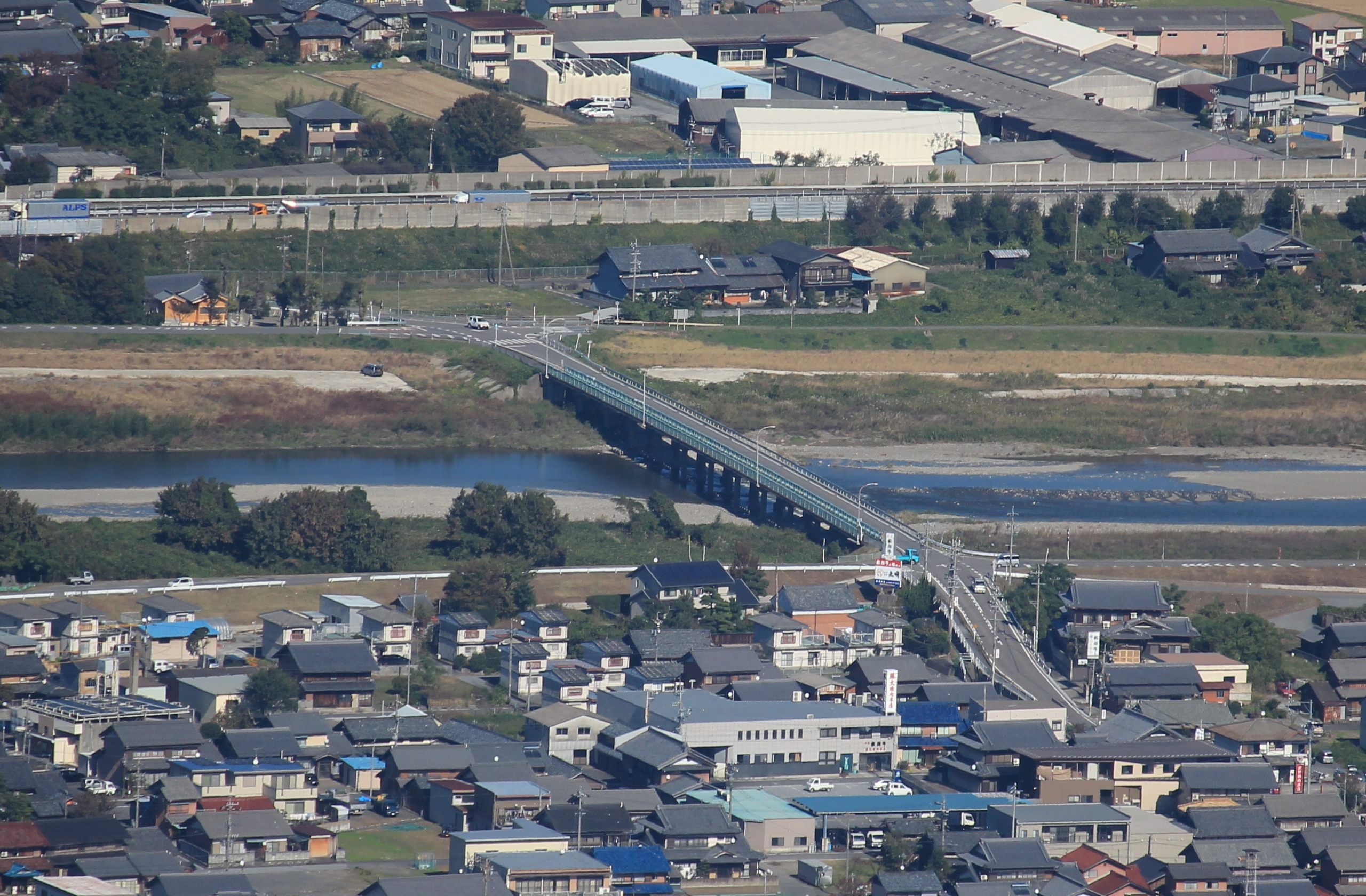
多芸橋と牧田川 （養老郡養老町泉町付近）
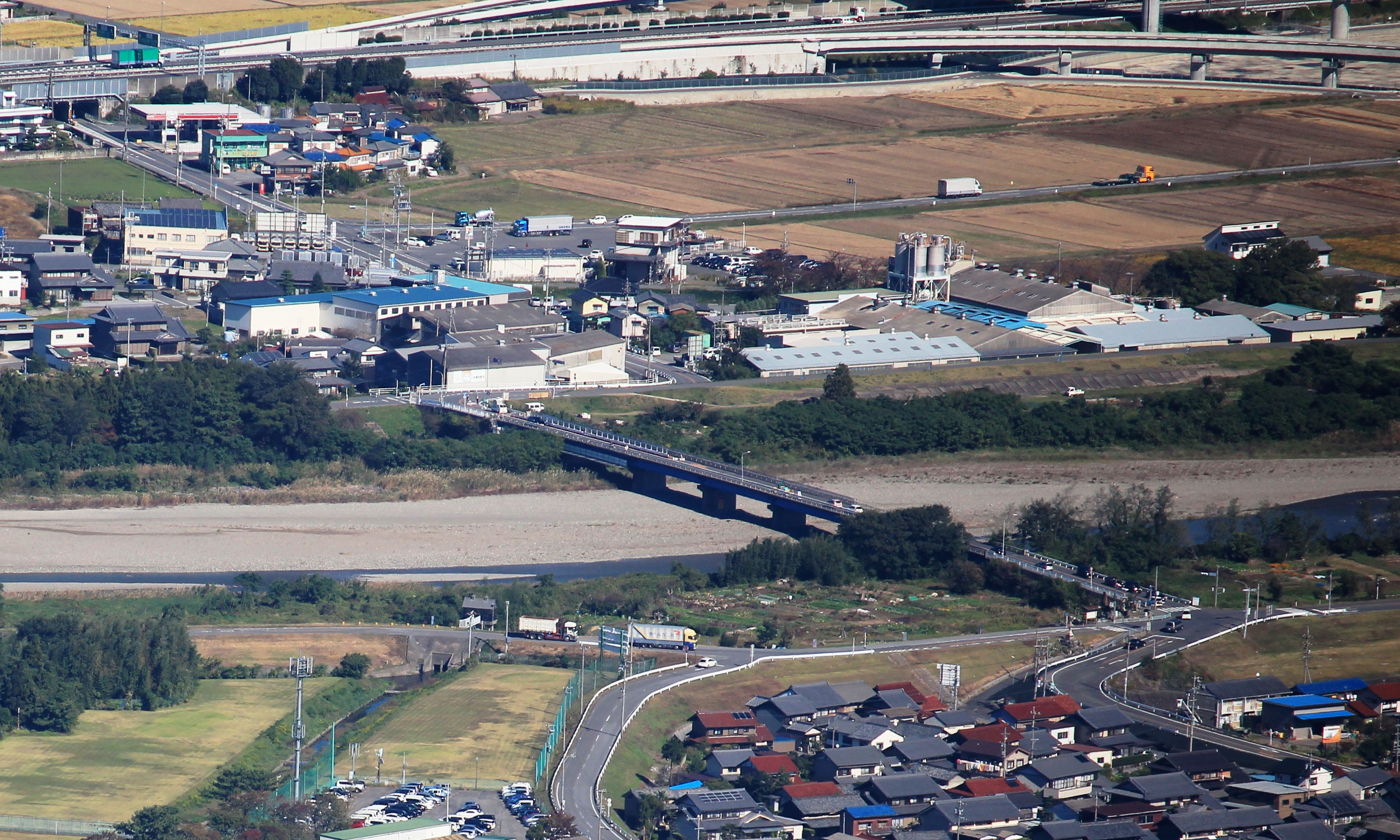
高田橋と牧田川 （養老郡養老町直江付近）

## 歴史

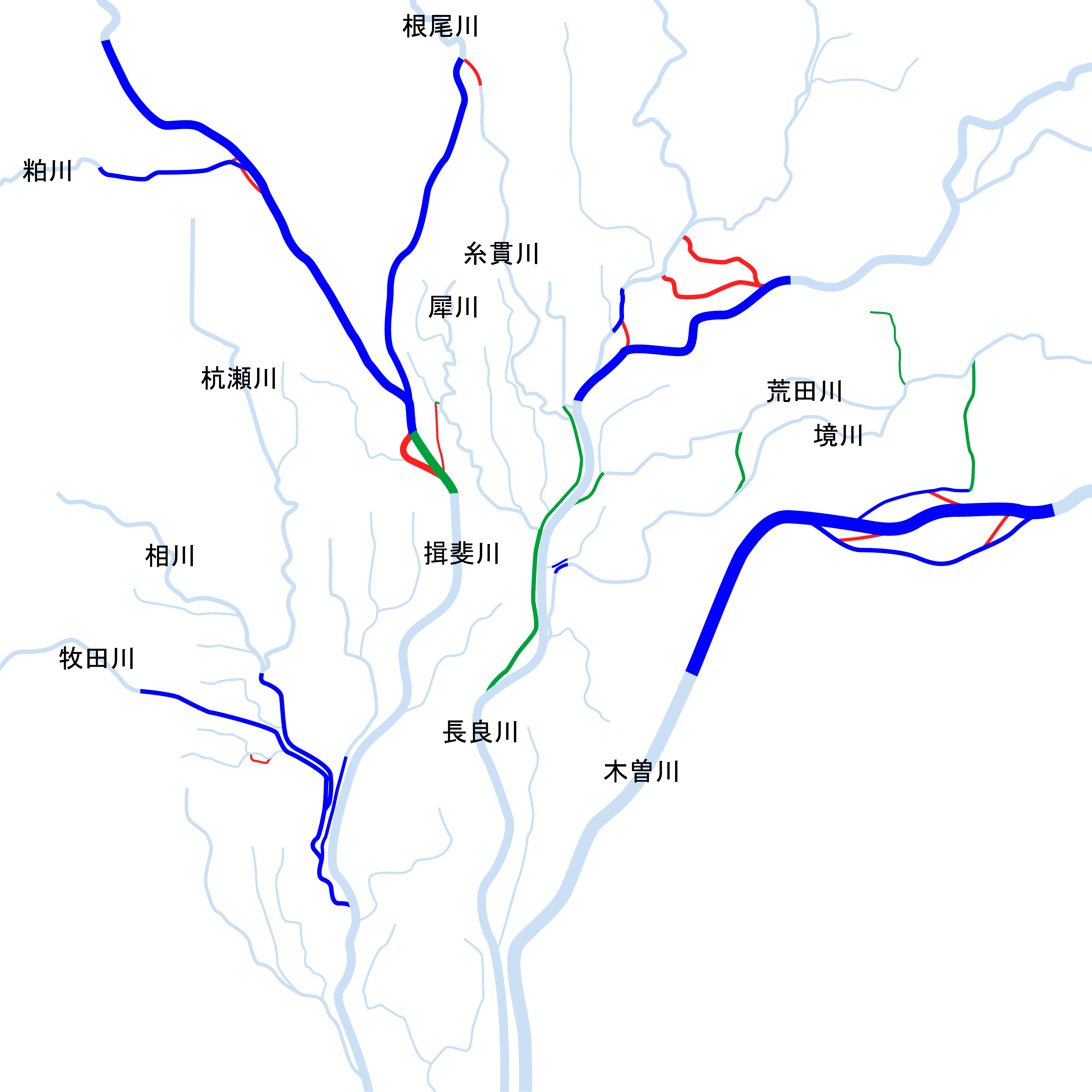
木曽川上流改修工事前後の河道比較。青線部が拡幅・線形改善などが行われた箇所、緑線部が新規開削箇所、赤線部が廃川など。

藤古川との合流点より上流部は古くは「多良川」と呼ばれていた。
中世のころの牧田川は養老町付近からの流路が現在と異なり、養老山地に沿って南下して現在の津屋川と一体となって津屋川筋を流れていたが、室町時代末期までに現在の東寄りの流路へと流れを変えた。現在の牧田川の養老町橋爪付近から養老町直江付近の区間について、流路を変えた当初は養老町立高田中学校付近を通る南寄りに迂回する河道であったが、1566年（永禄9年）の大洪水で現在の河道が分流として新しく生じ、後に南側の旧河道が廃川となって現在の1筋となった。
現在は杭瀬川・水門川と並行区間が存在するが、かつてはこの付近の河状は全く異なっていた。明治時代以前は水門川は現在より上流側で揖斐川に合流しており、牧田川も南進せずに直接揖斐川に合流していたが、木曽三川分流工事によって合流点の付け替えおよび背割堤の建造が行われた。杭瀬川とは金草川と同様に養老町烏江付近で合流していたが、この付近の勾配が緩やかであるがゆえに砂礫が堆積して天井川化することで水害発生時に周辺小河川に被害を与える要因となっていたため木曽川上流改修工事の付帯工事として改修が行われることとなり、1936年（昭和11年）には津屋川筋への変更も検討されたが、最終的には1950年（昭和25年）までの工事で牧田川の拡幅および背割堤による杭瀬川との分流が行われた。

## 水害の歴史

### 近年の主な水害
- 1959年（昭和34年）9月26日（伊勢湾台風） 死者1名、負傷者14名、住宅被害2,373戸。
- 1961年（昭和36年）6月27日（昭和36年梅雨前線豪雨） 死者2名、住宅被害11,009戸。
- 1961年（昭和36年）9月16日（第2室戸台風） 死者1名、負傷者10名、住宅被害2,698戸。
- 1974年（昭和49年）7月25日（豪雨） 住宅被害8,969戸。
- 1976年（昭和51年）9月8日（9.12水害） 負傷者2名、住宅被害14,633戸。
- 1990年（平成2年）9月20日（台風19号） 住宅被害1,088戸。
- 2002年（平成14年）7月10日（台風6号） 住宅被害714戸。

## 主な橋

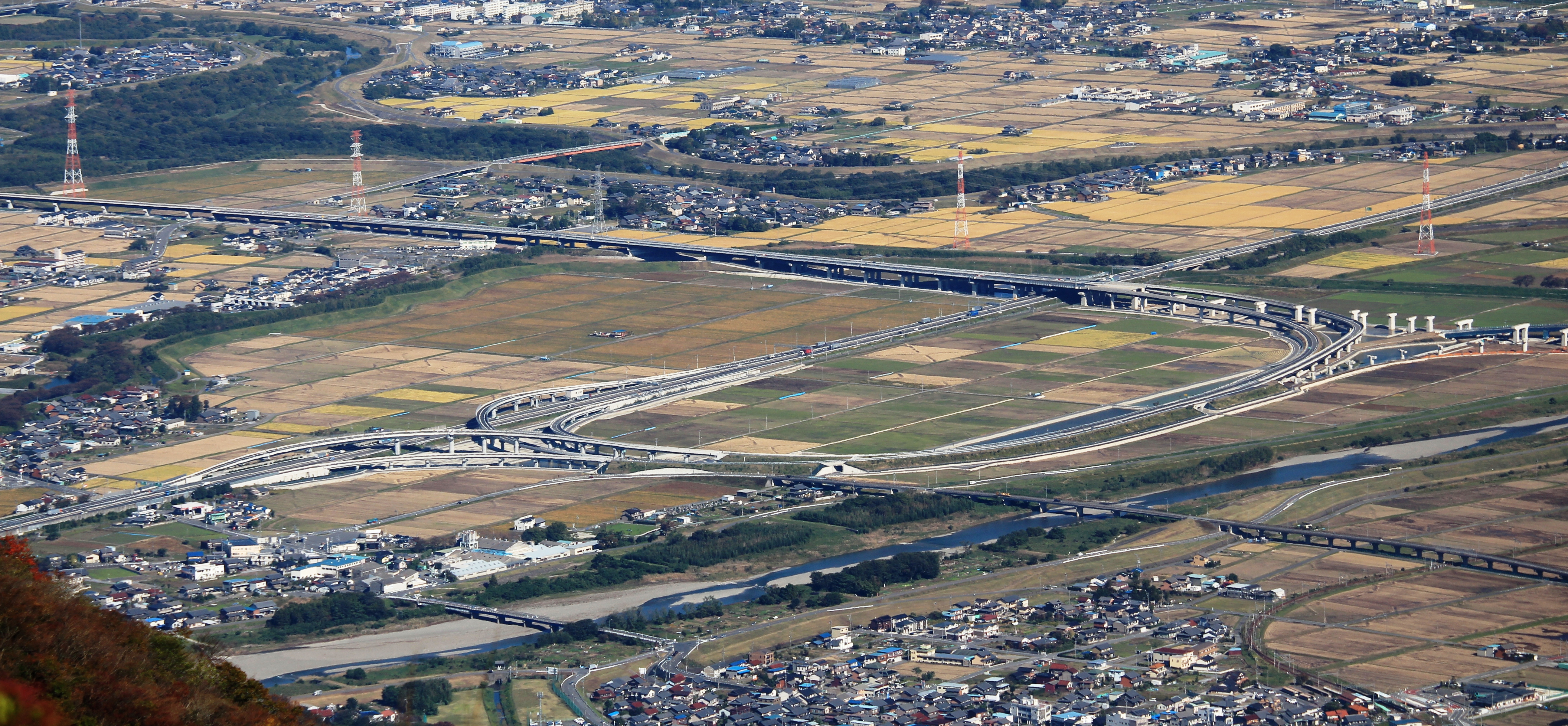
養老山地から望む養老ジャンクションと牧田川（左：高田橋、右：養老新橋）

- 養老大橋（国道258号）
- 烏江橋（岐阜県道225号小倉烏江大垣線）
- 高田橋（岐阜県道96号大垣養老公園線）
- 多芸橋（岐阜県道215号養老垂井線）
- 広瀬橋（岐阜県道56号南濃関ケ原線）
- 和田橋・一之瀬橋・時橋（国道365号）
- 牧田川橋梁（養老鉄道養老線）